# طراد إس إم إس نورنبيرغ
إس إم إس نورنبيرغ (بالألمانية: SMS Nürnberg ) طراد مدرع تابع للبحرية الإمبراطورية الألمانية سمِّي بهذا الاسم تيمنًا بمدينة نورنبرغ.